# Ярков, Евгений Анатольевич
Евге́ний Анато́льевич Ярко́в (27 мая 1973, Пермь, РСФСР, СССР) — советский и российский футболист, полузащитник.

## Карьера
Воспитанник СДЮСШОР Перми, тренер Александр Смирнов, УОР Волгоград.
Единственный сезон в высшем дивизионе России провёл в 1995 году за камышинский «Текстильщик». Играя за «Амкар», провёл самый длительный и успешный период футбольной карьеры. После завершения карьеры долгое время успешно пробовал свои силы в мини-футболе, помогая становлению ещё одного пермского клуба — мини-футбольного «Арсенала».
В 2010 году выступал за команду «Красава» из Пермского района на первенство Пермского края.